# El canto del vampiro
El canto del vampiro es una novela de misterio del escritor belga Jean Ray. Pertenece a la serie protagonizada por el detective Harry Dickson, el llamado "Sherlock Holmes americano".

## Argumento
El canto de un vampiro perturba con su penetrante sonido la apacible campiña inglesa. La vida de un apartado pueblecito, Marlwood, se ve sacudida por la aparición de un ser monstruoso que, después de cometer sus crímenes, emite un hermoso canto de triunfo. Los más destacados personajes del lugar, como el alcalde, el juez, el director del periódico local, el representante de la antigua aristocracia..., se ven implicados de manera directa en esta aventura que, con la colaboración de su ayudante Tom Wills en lucha contra el crimen, se encargará de resolver Harry Dickson.

## Capítulos
- I. Los señores Jinkle y Lorman
- II. El señor Tapple
- III. El señor Pritchell
- IV. El juez Taylor
- V. Sir Cruckbell
- VI. La señora Prettyfield
- VII. El señor Robert Trunch

## Edición en español
El canto del vampiro fue la primera novela aparecida en la colección «Harry Dickson», que Ediciones Júcar empezó a publicar en 1972.